# Liste der Monuments historiques in Courouvre
Die Liste der Monuments historiques in Courouvre führt die Monuments historiques in der französischen Gemeinde Courouvre auf.

## Liste der Objekte
| Bezeichnung                              | Beschreibung                           | Standort                                | Kennzeichnung | Schutzstatus | Datum | Bild |
| ---------------------------------------- | -------------------------------------- | --------------------------------------- | ------------- | ------------ | ----- | ---- |
| Skulptur eines heiligen Bischofs         | Stein, farbig gefasst, 18. Jahrhundert | in der Kirche St-Pierre-ès-Liens (Lage) | PM55001754    | Inscrit      | 2000  |      |
| Skulptur Madonna mit Kind und Weintraube | Stein, übertüncht, 18. Jahrhundert     | in der Kirche St-Pierre-ès-Liens (Lage) | PM55001449    | Inscrit      | 1979  |      |